# Quinten Hann
Quinten Hann (Melbourne, 4 juni 1977) is een Australisch pool- en voormalig snookerspeler. Hij luistert naar de bijnaam The Wizard of Oz. Hann werd in 1999 wereldkampioen 8-ball onder de World Eight-ball Pool Federation (WEPF). Van 1995 tot en met 2006 was hij ook actief als professioneel snookerspeler. 
Hann maakte zijn hoogste op televisie uitgezonden break in 1997, toen hij in één beurt 143 punten maakte tijdens de Grand Prix. Hij bereikte in 2002 zijn hoogste positie op de wereldranglijst, toen hij daarop veertiende werd.

## Schorsing
Hann werd  hij werd in februari 2006 voor acht jaar geschorst door de WPBSA omdat hij zich had laten omkopen tot het expres verliezen van een wedstrijd op het China Open 2005.
Undercoverjournalisten van The Sun brachten aan het licht dat Hann bereid was te verliezen in ruil voor geld. Zij leverden daarvan voldoende overtuigend bewijs om een raad van discipline te doen besluiten Hann te schorsen. Hij kondigde zelf drie dagen voor de uitspraak al aan dat hij stopte met snooker. 